# Tata (skała)
Tata – skała na wzniesieniu Kołoczek w miejscowości Kroczyce w województwie śląskim, w powiecie zawierciańskim, w gminie Kroczyce. Znajduje się pomiędzy skałami Mama i Głowa Cukru. Ich lokalizację wskazuje mapa wzgórza Kołoczek i Góry Zborów, zamontowana przy wejściu do rezerwatu przyrody Góra Zborów. Wzniesienie Kołoczek należy do tzw. Skał Kroczyckich i znajduje się w obrębie rezerwatu przyrody Góra Zborów na Wyżynie Częstochowskiej. Na internetowym portalu wspinaczkowym skały Córki, Mama i Tata opisywane są razem jako Córki, Mama i Tata.
Tata to wapienna skała o wysokości 16 m, znajdująca się w lesie w północnej części wzniesienia Kołoczek, przez wspinaczy skalnych nazywanego Górą Kołoczek. Ma ściany wspinaczkowe pionowe lub przewieszone. Występują w nich takie formacje skalne jak filar, komin i zacięcie.

## Drogi wspinaczkowe
Na Tacie jest 13 dróg wspinaczkowych o trudności od IV do VI.4 w skali Kurtyki. Obok łatwych dróg, na których mogą trenować kursanci, znajdują się tutaj również drogi trudniejsze. Niemal wszystkie mają zamontowane stałe punkty asekuracyjne: ringi (r), stanowisko zjazdowe (st) lub dwa ringi zjazdowe (drz), na pozostałych wspinaczka tradycyjna (trad). Skały o dużej popularności wśród wspinaczy skałkowych.

Tata I
1. Filarek Taty; 1r + drz, IV, trad, 12 m
2. Cipodaktylus sex; r + drz, V+, 12 m
3. Pronciozaurus sex; 4r + st, VI+, 12 m

Tata II
1. Komin Gwoździa; VI.2+, trad, 12 m
2. Cudaczek; 6r + st, VI.3, 13 m (droga szczególnie polecana)
3. Komin Długosza; IV+, trad (kruszyzna), 13 m
4. Strzały w Dodge City; 1r, VI.1+, 13 m (niebezpiecznie)
5. Rysa elektryków; VI+, 13 m

Tata III
1. Trzy po trzy; 4r + st, VI.3+, 12 m (droga szczególnie polecana)
2. Rysa elektryków; VI+, 13 m
3. Trzy po trzy plus para; 4r + st, VI.4, 12 m
4. Goryli kominek; st, VI, trad, 10 m

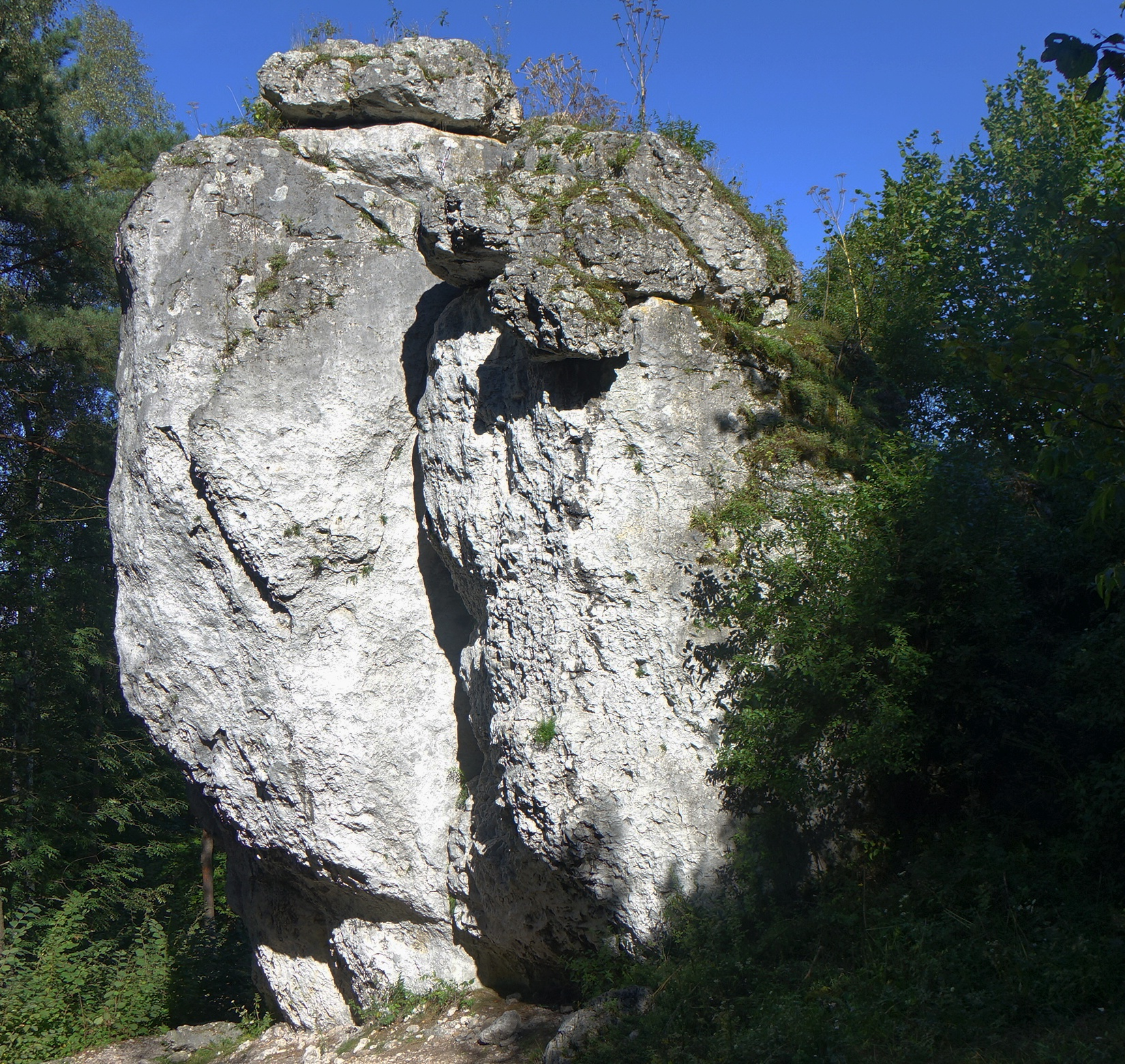
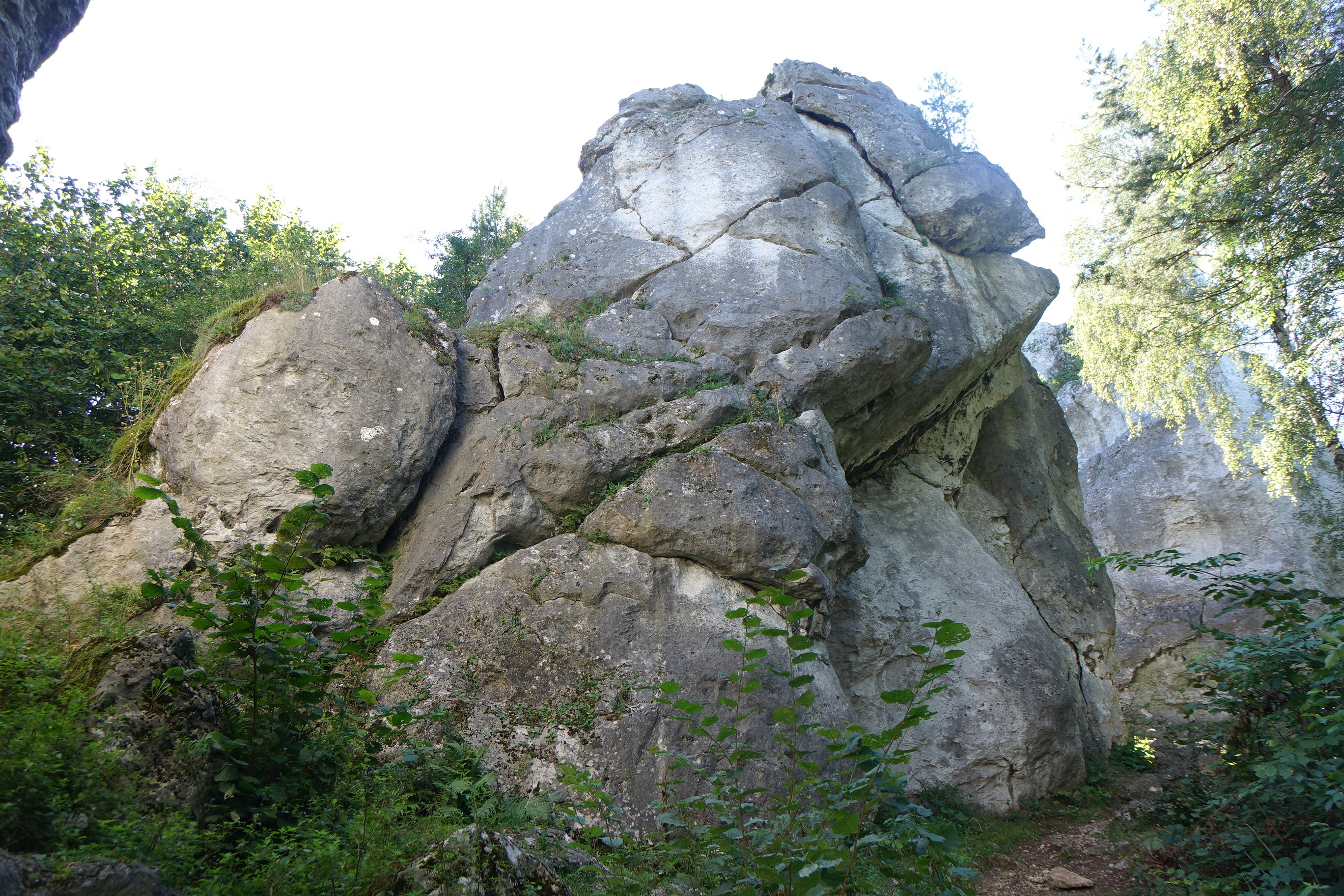
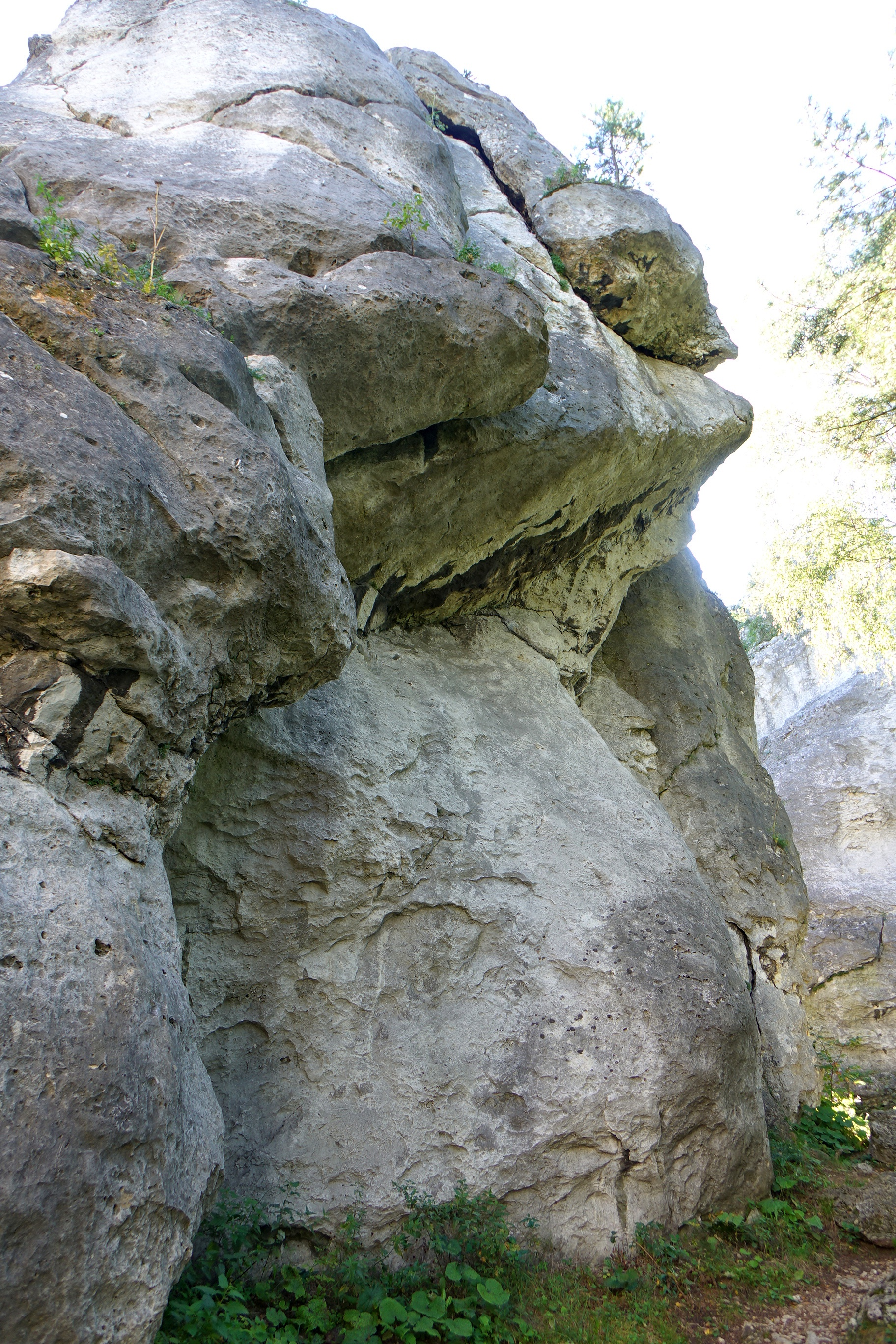
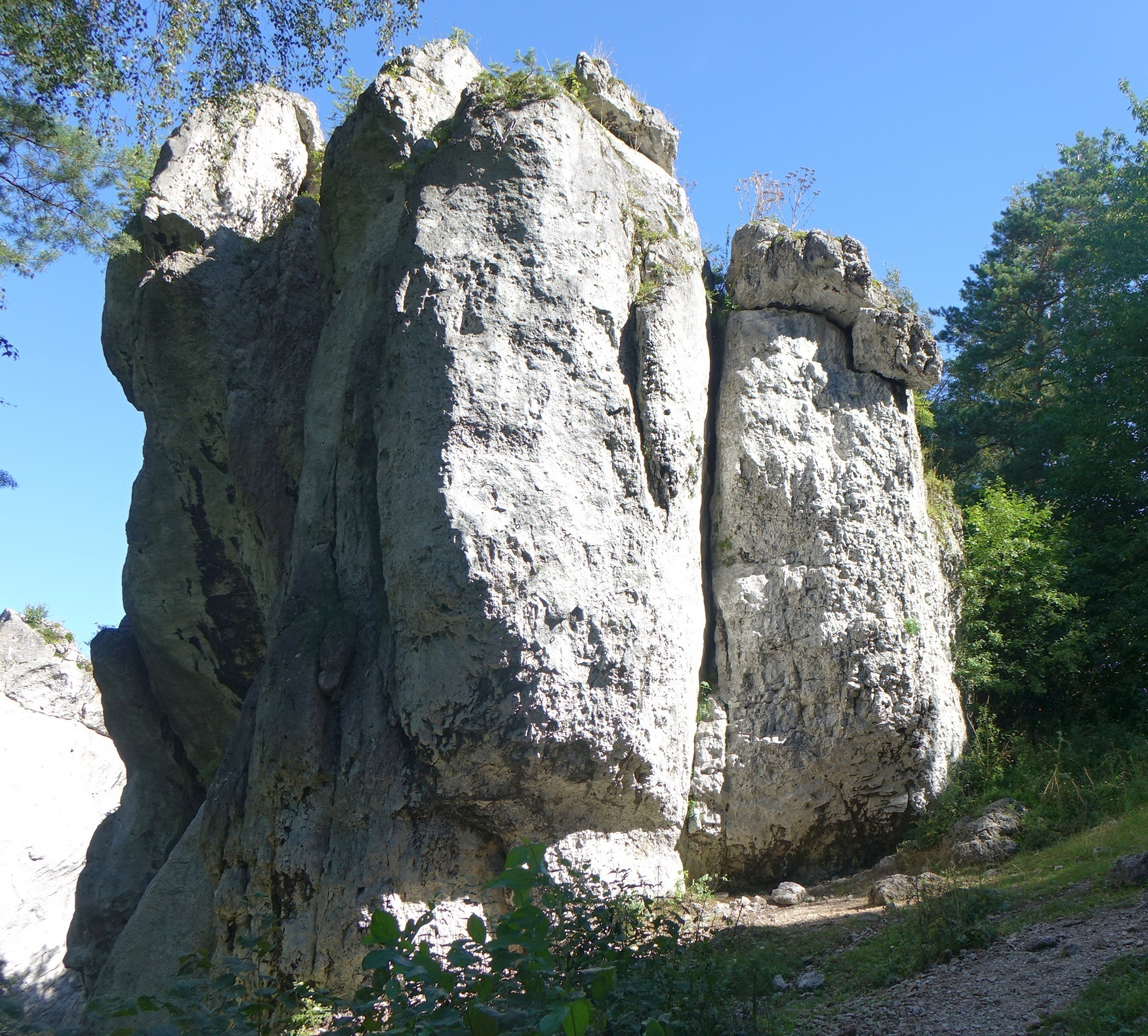
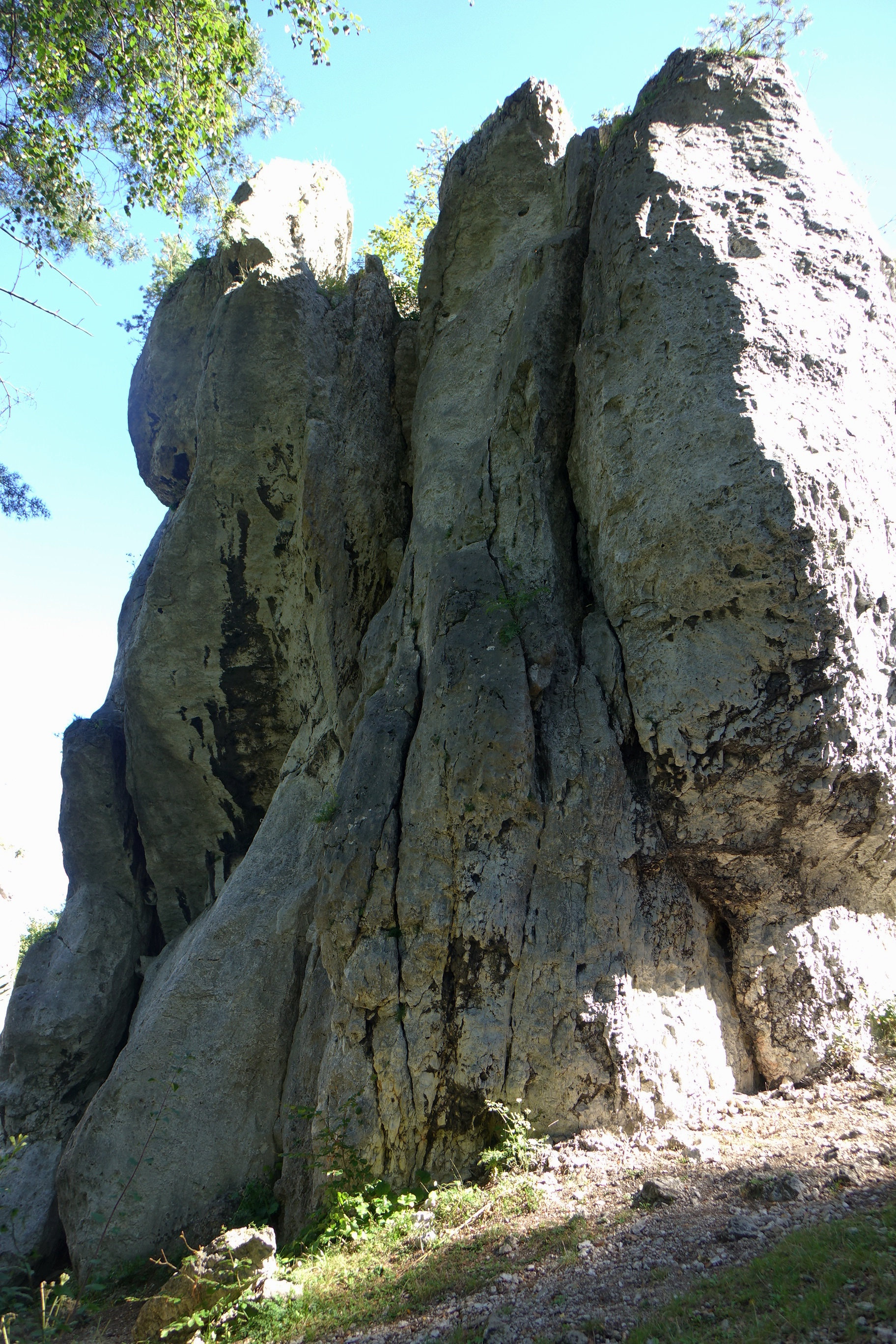

5. Małpia ścianka; 3r + st, V, 10 m[5][2].